# Sudan Airways
Sudan Airways är ett flygbolag från Sudan.

## Historik
Sudan Airways grundades 1947 av Sudan Railways, för att förbättra kommunikationerna till de delar av landet där det inte fanns några järnvägslinjer. Den första flygflottan bestod av fyra de Havilland Doves. 1952 köpte företaget sin första DC-3:a och ökade antalet flygplan till sju stycken.  

## Olyckor och incidenter
Flygbolaget har haft följande olyckor där människor omkommit:  
- Den 6 december 1971 havererade en Fokker F27-200 Friendship med registreringsnumret ST-AAY på grund av bränslebrist i närheten av Kapoeta, 560 km SSÖ Malakal, dit den skulle har flugit. Tio av 42 personer ombord dog.[1]
- Den 16 augusti 1986 sköts en Fokker F27 med registreringsnumret ST-ADY ned över Malakal av SPLA-rebeller. 60 personer omkom.
- Den 8 juli 2003 havererade Sudan Airways Flight 139 med en Boeing 737-200 (registreringsnumret ST-AFK) i Port Sudan. 117 personer omkom i haveriet och en dog senare.[2][3][4]
- Den 30 mars 2007 kapades ett flygplan från Sudan Airways, Airbus A300. Ingen av passagerarna eller besättningen omkom dock.[5]
- Den 10 juni 2008 havererade Sudan Airways Flight 109 med Airbus A310 under landningen vid Khartoum International Airport. 29 personer dog och 151 personer överlevde.

## Flygplansmodeller vid Sudan Airways
- AN-24
- Airbus A300
- Airbus A310
- Airbus A320
- Boeing 707
- Boeing 737
- De Havilland Canada DHC-6 Twin Otter
- Douglas DC-3/C-47
- DC-8
- DH 106 Comet
- Fokker F-27
- Fokker 50
- Iljushin IL-18
- Lockheed TriStar
- Jakovlev Jak-42
- Vickers Viscount